# Camponotus mussolinii
Camponotus mussolinii (лат.) — вид муравьёв-древоточцев рода Кампонотус (Camponotus), описанный в 1936 году. Видовое название происходит от фамилии Муссолини, которое дал его первооткрыватель эксцентричный английский мирмеколог и колеоптеролог Гораций Донисторп (Horace Donisthorpe, 1870—1951). Эндемик Новой Гвинеи.

## Распространение
Встречается на острове Новая Гвинея. Папуа — Новая Гвинея: Managalase plateau, примерно в 30 милях к югу от города Попондетта (провинция Оро). Типовая серия была собрана и описана из юго-восточной части острова (город Кокода).

## Описание
Длина около 1 см. Верхняя часть груди и брюшка покрыта характерными обильными и длинными белыми волосками с особо рупным белым пучком на переднеспинке. Размеры касты малых рабочих: длина головы (HL) — 1,86—1,94 мм, ширина головы (HW) — 1,68—1,77 мм, длина груди (ML) — 2,80—2,95 мм. Усики длинные, состоят из 12 члеников, длина скапуса усика (SL) — 2,40—2,47 мм. Соотношение ширины головы к длине скапуса в процентах (индекс скапуса, SI=HW/HLx100) — 139—163. Метаплевральная железа отсутствует. Основная окраска тела серовато-чёрная, ноги светлее. Camponotus mussolinii включён в видовую группу Camponotus aureopilus Species-Group. Ранее некоторых членов этой группы (в том числе и C. mussolinii), имеющих длинные волоски на спинной стороне тела, включали в состав подрода Myrmophyma.